# Marek Minárik
Marek Minárik (* 13. října 1971) je slovenský baskytarista a textař, bývalý člen skupiny Lucie, hráč na basovou kytaru. Jedná se o studiového hráče a bratra Ivana Minárika. Spoluhráči bývá nazýván Marta nebo kpt. Marta.
Po odchodu baskytaristy P.B.CH. ze skupiny Lucie se roku 1994 stal jejím řádným členem, kdy se podílel na nahrání alba Černý kočky mokrý žáby. Své působení v kapele ukončil v roce 1998. V rámci angažmá ve skupině se podílel na albech Pohyby a Větší než malé množství lásky.
Spolupracoval i na sólovém albu Davida Kollera ČeskosLOVEnsko z roku 2015 a působí v Kollerově doprovodné kapele.

## Spolupráce na albech
- Pavol Habera – Habera 2 (1992)
- Karel Gott – Když muž se ženou snídá (1992)
- Isabelle – Odvrátená tvár (1993)
- Jan Kalousek – Jan Kalousek (1994)[1]
- J.A.R. – Mydli-to! (1994)
- Martin Kučaj – Proud (1994)
- Lucie – Černý kočky mokrý žáby (1994)
- Oskar Petr – Krev, bláto, slzy (1994)
- Ivan Král – Nostalgia (1995)
- Pusa – Pusa (1996)
- Lucie – Pohyby (1996)
- J.A.R. – Mein Kampfunk (1997)
- Pražský výběr – Běr (1997)
- Lucie – Větší než malé množství lásky (1998)
- Michal David – To ti nikdy neslíbím (1999)
- KollerBand – Studio Album And Live Album (2003)
- David Koller – Nic není na stálo (2006)
- Overground (2002)
- Hrana (live tour 2011), album (1999, 2011)
- Android Asteroid – Íkaros (2014)
- Jasná Páka – Černá deska + Stará vlna s novým obsahem (live) (2014)
- David Koller – ČeskosLOVEnsko (2015)
- Katarzia – Agnostika, 2016, Slnko records